# Луна (альманах)
«Луна́» — український альманах, виданий 1881 року у Києві Л. В. Ільницьким. Проектувався спочатку як щомісячний журнал, потім — щорічний альманах. Але з цензурних причин намір не здійснено. Вийшла лише перша частина, що мала загалом ліберально-поміркований напрям. «Луна» поклала початок серії літературно-художніх альманахів на Наддніпрянській Україні («Нива», «Степ» та інших) і відіграла певну роль в активізації літературного життя, фактично відродила традицію української альманахової журналістики в царській Росії, перервану від видання збірника «Хата» (1860).
У книзі вміщено вірш Т. Шевченка «Хустина», вірші й водевіль М. Старицького «Як ковбаса та чарка, то минеться й сварка», поезії Я. Щоголева, О. Кониського, В. Мови (Лиманського), оповідання «Приятелі» й нарис «Шевченкова могила» І. Нечуя-Левицького та інші.